# C21H30N4O2
化学式C21H30N4O2（摩尔质量：370.497 g/mol）可以指：
- ADB-CHMINACA，混合CAS号：1863065-92-2 
  - (S)-异构体，CAS号：1185887-13-1
- 8-(1-金刚烷基)-1,3-二丙基黄嘌呤（3,9-二氢-1,3-二丙基-8-(1-金刚烷基)-1H-嘌呤-2,6-二酮），CAS号：127946-26-3

|  | 这个同类索引页列出了具有相同分子式的化学物（即同分異構體）条目。 除非您是有意链接至本页，否则应将相应条目的内部链接指向正确的条目。 |